# The Montel Williams Show

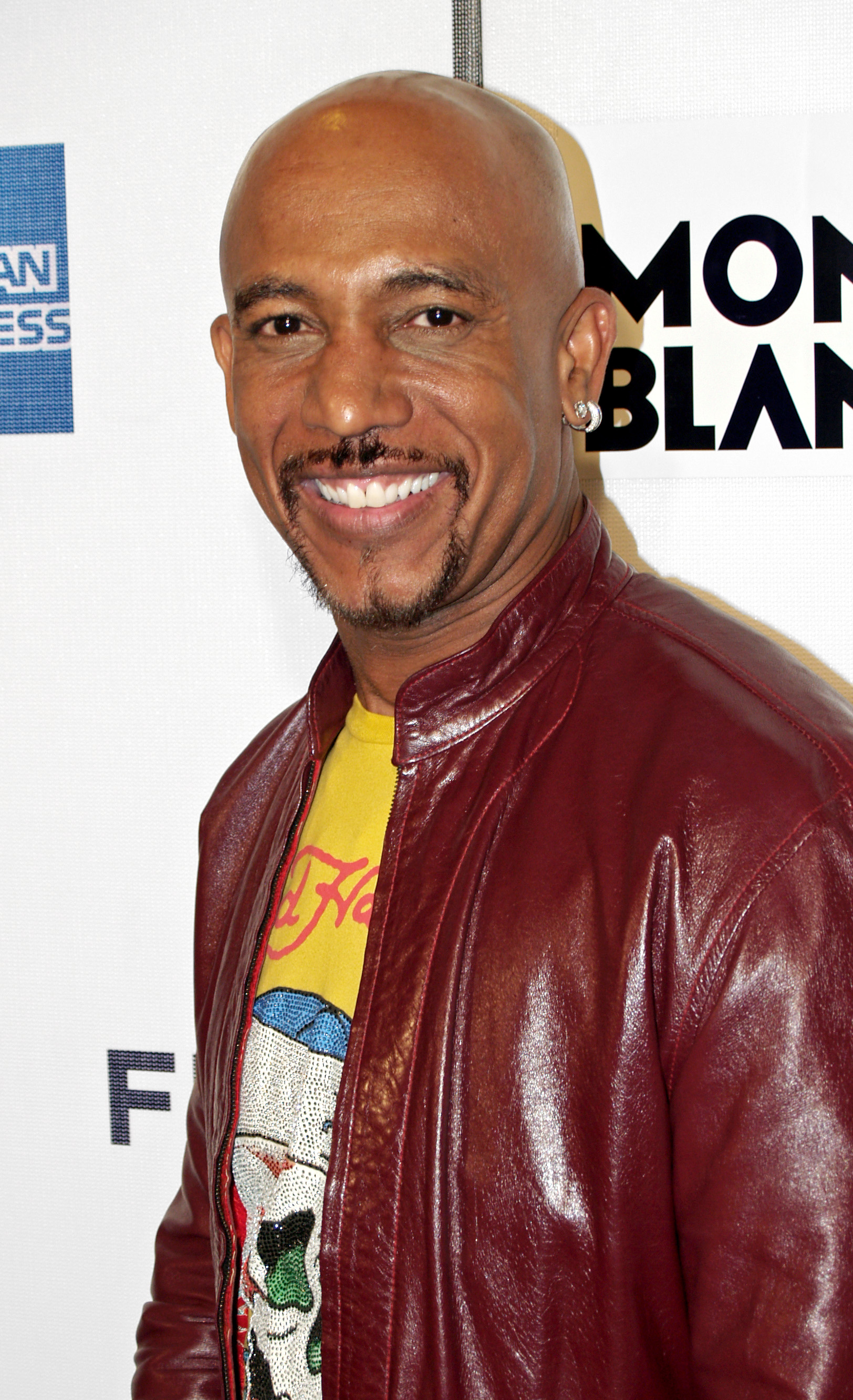
Moderator Montel Williams im April 2008

The Montel Williams Show (auch unter der Abkürzung Montel bekannt) war eine lizenzierte Talkshow, die vom namensgebenden Host Montel Williams moderiert wurde. Seit 1991 wurden insgesamt 4325 Episoden in insgesamt 17 Staffeln produziert. Am 30. Januar 2008 gab CBS Television Distribution bekannt nach dem Ende der 17. Staffel keine weiteren Episoden mehr produzieren zu wollen. 2008 und 2009 wurden Wiederholungen ausgestrahlt.

## Konzept
Zunächst war die Montel Williams Show wie die meisten der sogenannten „Tabloid Talkshows“ auf kontroverse Themen ausgerichtet. Später, als dieses Genre nicht mehr so populär war, versuchte man mehr inspirierende und weniger kontroverse Geschichten aufzuzeigen. Bei diesen späteren Folgen ging es vor allem um die Suche nach verlorener Liebe, die Wiedervereinigung von Müttern, die ihr Kind zur Adoption freigegeben hatten, oder um starke Frauen, die mit Gefahren konfrontiert waren und diese überwunden haben. Nachdem bei Moderator Montel Williams Multiple Sklerose diagnostiziert wurde, war auch diese Krankheit ein häufiges Thema der Sendung.
Mittwochs und im Sommer auch freitags trat das selbsternannte Medium, die Mentalistin Sylvia Browne auf, die sowohl Gästen wahrsagte und analysierte, als auch ihre Theorien über das Leben nach dem Tod und Spiritualität erläuterte. Ihre Aussagen boten Anlass zur Kritik an der Sendung und wurden von vielen Experten wie Robert S. Lancaster als „Cold Reading“ bezeichnet. August 2007 wurde die Show für den „The Truly Terrible Television (TTTV) Award“ nominiert, einen Preis für das schlechteste Fernsehprogramm. Die Nominierung basierte vor allem auf Brownes Auftritten, die mit einer Mischung aus Pseudowissenschaft und Aberglaube nach Meinung der Jury die Sendung verschandelten. Bekannte Gewinner des Preises waren Psychic Detectives – Hellseher im Dienst der Polizei, Paranormal State und Ghost Hunters. Montell Williams gewann durch die Unterstützung des Mediums zweimal den Spottpreis Pigasus Award.
Die Show selbst wurde in den Jahren 2001 und 2002 für einen Daytime Emmy Award nominiert, Montel Williams gewann 1996 einen Daytime Emmy Award als „Outstanding Talk Show Host“. 2002 wurde er erneut nominiert.

## Produktionsgeschichte
Die ersten drei Staffeln wurden von Mountain Movers produziert. Anschließend übernahm Out of My Way Productions die Produktion und danach Letnom Productions. Die ersten Staffeln wurden von Viacom Enterprises herausgegeben. Nachdem Viacom 199 5von Paramount Pictures aufgekauft wurde, übernahm Paramount Television die Distribution im Herbst 1995. 2006, nachdem sich Viacom und CBS voneinander trennten, wurde CBS Paramount Domestic Television der neue Distributor. Dieser benannte sich 2006 nach einem Zusammenschluss mit King World Productions zu CBS Television Distribution um.
Die Show wurde von All Mobile Video in deren Studios in der 53rd Street in New York City aufgezeichnet.
Im Variety wurde bekannt gegeben, dass CBS TV Distribution die Show einstellte, nachdem viele Sendestationen von Fox ihren Vertrag für die 17. Staffel nicht mehr erneuerten. Die letzte Show wurde am 16. Mai 2008 ausgestrahlt. Seit dieser Zeit wird eine Art Best-of der Show unter dem Titel The Best of Montel produziert, die auf verschiedenen Sendern ausgestrahlt wird.